# Générale de Mécanique et de Thermique
Générale de Mécanique et de Thermique war ein französischer Hersteller von Automobilen.

## Unternehmensgeschichte

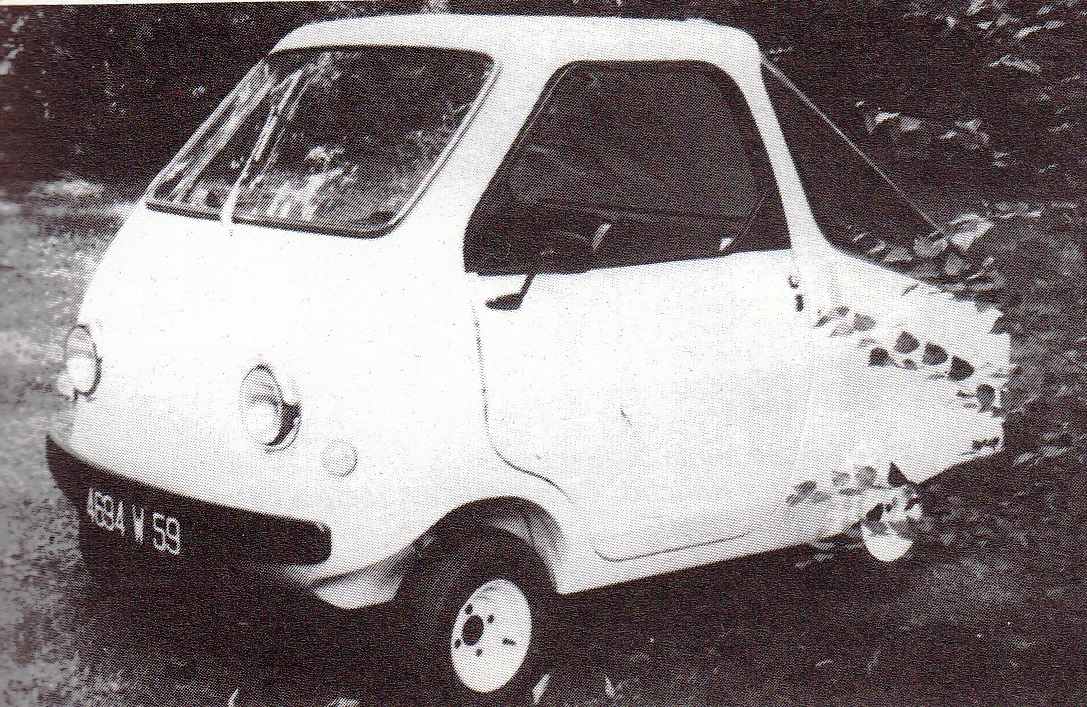
GMT Rivelaine (1981)

Das Unternehmen aus Wingles begann 1980 mit der Produktion von Automobilen. Der Markenname lautete GMT. 1983 endete die Produktion.

## Fahrzeuge
Das einzige Modell Rivelaine war ein Kleinstwagen. Das Fahrzeug verfügte über vier Räder. Die Karosserie bot Platz für zwei Personen. Das Fahrzeug war 242 cm lang, 130 cm breit und 145 cm hoch. Im Heck befand sich unter einer großen Heckklappe ein stattlicher Kofferraum. Zunächst sorgte ein Einbaumotor von Sachs mit 47 cm³ Hubraum für den Einsatz. Später fanden auch Motoren von Motobécane mit 49 cm³ Hubraum und von Sachs mit 125 cm³ Hubraum Verwendung. Als Besonderheit hatte das Fahrzeug ein Automatikgetriebe.